# Woźniki (gmina w powiecie piotrkowskim)
Woźniki (od 1953 Mzurki) – dawna gmina wiejska istniejąca do 1953 roku w woj. łódzkim. Siedzibą władz gminy były Woźniki.
Gmina Woźniki powstała za Królestwa Polskiego w 1868 roku, w powiecie piotrkowskim w guberni piotrkowskiej z obszaru zniesionych gmin Bukowie i Mąkolice.
W okresie międzywojennym gmina Woźniki należała do powiatu piotrkowskiego w woj. łódzkim.
W czasie okupacji w gminie Woźniki przebiegała granica między Generalnym Gubernatorstwem a Krajem Warty.
Po wojnie gmina zachowała przynależność administracyjną. Według stanu z dnia 1 lipca 1952 roku gmina składała się z 25 gromad: Bukowie, Gadki Poduchowne, Hucisko, Huta, Kącik, Kobyłki Duże, Kozierogi, Mąkolice, Mąkolice kol., Miłaków, Mzurki, Oprzężów, Oprzężów kol., Piekary, Podstękalice, Podstękalice kol., RAsy, Stefanów, Stradzew, Suchcice, Wdowin, Wdowin kol., Wielopole, Woźniki i Woźniki kol..
21 września 1953 roku jednostka o nazwie gmina Woźniki została zniesiona przez przemianowanie na gminę Mzurki.